# Limba anglo-normandă
Limba anglo-normandă era o limbă oïl vorbită în Anglia medievală, la curtea regală, de către aristocrații anglo-normanzi, precum și de alte categorii sociale înstărite, fiind totodată și o limbă de cultură.

## Istoric
Limba anglo-normandă era o varietate a unui idiom oïl numit normand, considerat în mod tradițional un dialect al limbii franceze vechi, și care în prezent are statut de limbă regională în Franța, cu denumirea de „limba normandă”. Acest idiom a ajuns în Anglia atunci când, în 1066, această țară a fost cucerită de către armata lui William al II-lea, duce de Normandia. Aceasta era compusă în majoritate din normanzi, dar și din oșteni din alte regiuni ale Franței de nord (Picardia, Anjou, Île-de-France), care vorbeau propriile lor idiomuri oïl.
Majoritatea populației din Anglia acelei epoci vorbea limba engleză veche și a continuat să o vorbească și după cucerirea normandă. Anglo-normanda a fost în primul rând limba curții regale și a aristocrației. La curte s-a vorbit până la sfârșitul secolului al XIV-lea. Henric al IV-lea a fost primul rege al Angliei a cărui limbă maternă a fost engleza.
O parte din negustori și meseriași vorbeau și ei anglo-normanda, fiind veniți de pe continent, iar altă parte din ei o vorbeau ca limbă secundă. Negustorii o foloseau în contactele cu continentul, cu celelalte regiuni ale Marii Britanii și chiar cu Irlanda.
Documentele oficiale au fost mai întâi scrise în limba latină, apoi, începând cu secolul al XII-lea și în anglo-normandă, iar ulterior numai în anglo-normandă, până în secolul al XIV-lea, când au apărut primele în engleză. Între timp și limba anglo-normandă a evoluat, pe de o parte sub influența englezei, pe de altă parte sub cea a idiomului devenit pe continent limba franceză propriu-zisă. Ulterior, folosirea francezei a scăzut treptat, dar în justiție s-a păstrat încă multă vreme. Primele lucrări juridice în engleză au fost redactate în secolul al XVI-lea, dar această limbă a devenit obligatorie în tribunale abia începând cu 1731. Și în prezent se mai folosesc în textele legilor unele formule în franceză. Exemple:
Soit baillé aux Communes „A se trimite Camerei Comunelor”;
A ceste Bille les Communes sont assentus „Această lege a fost adoptată de Camera Comunelor”.
Unii cărturari din Evul Mediu aveau ca limbă maternă anglo-normanda, iar pentru alții era limbă secundă. Cu toții scriau și în aceasta, și în latină.
Ca limbă de cultură, anglo-normanda a fost limba unei literaturi bogate și variate. S-au scris în această limbă cronici, cântece de gestă, scrieri teatrale, didactice, religioase etc. De exemplu, cea mai veche variantă păstrată a Cântecului lui Roland (secolul al XII-lea), una din operele timpurii ale literaturii franceze, a fost scrisă în anglo-normandă.

## Influența anglo-normandei asupra limbii engleze
Cuceritorii normanzi nu și-au impus limba populației engleze, dar limba acesteia a evoluat spre engleza medie sub influența anglo-normandei.
Și în engleza actuală s-au păstrat multe cuvinte normande. Acestea se caracterizează prin unele trăsături fonetice, mai ales păstrarea unor consoane care, spre deosebire de franceză, n-au evoluat mai departe. Exemple:
- engleză catch „a prinde” < normandă cachier „a prinde (animale)” < latina populară *captiare > franceză chasser „a vâna”[7] ([k] > [ʃ])[8];
- engl. garden „grădină” < norm. gardin < lat. pop. (hortus) gardinus „grădină îngrădită” > fr. jardin „grădină”[9] ([g] > [ʒ]);
- engl. war „război” < norm. werre < limba francilor *werra > fr. guerre „război”[10] ([w] > [g]).